# Benedict Anton Aufschnaiter

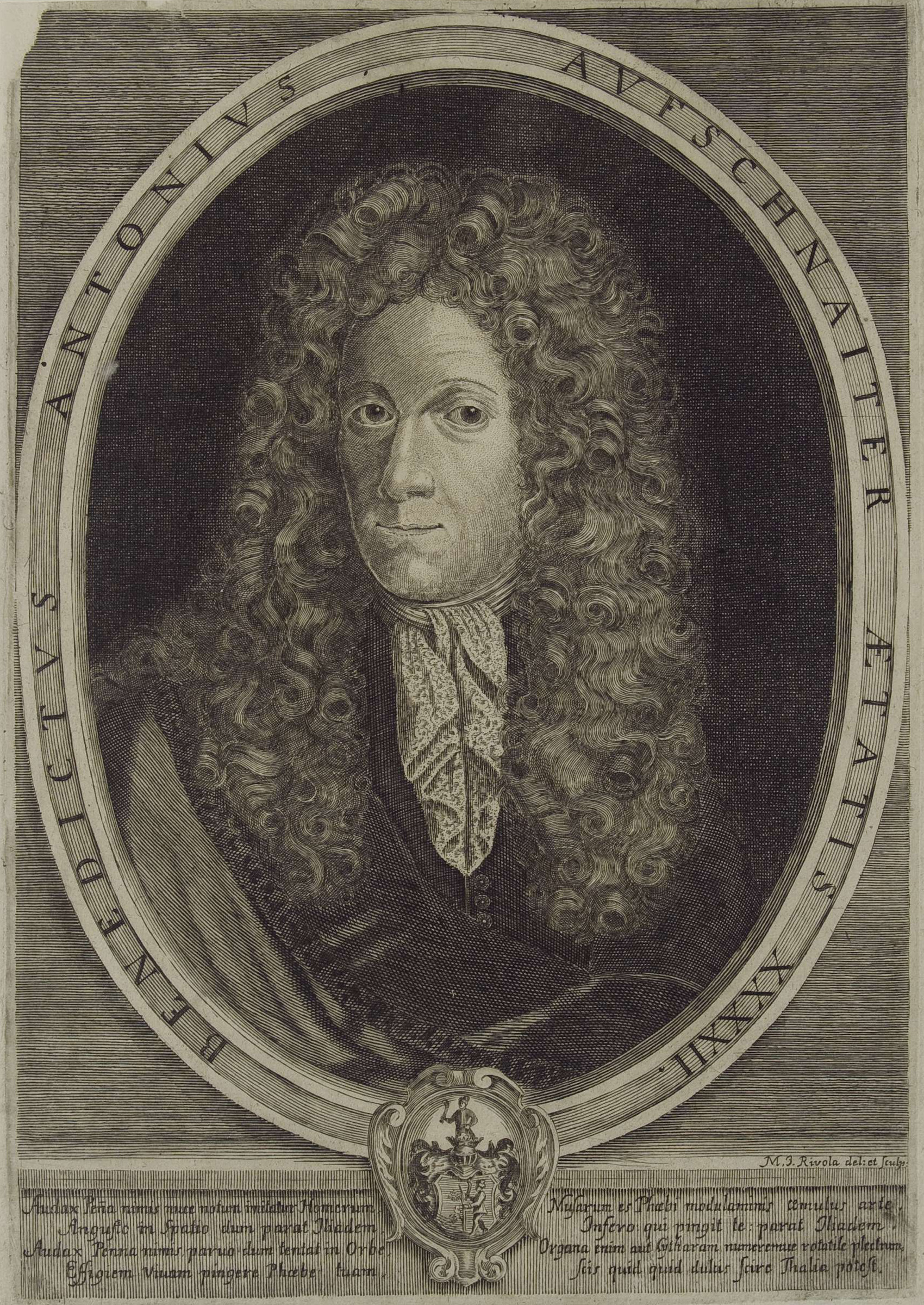
Benedict Anton Aufschnaiter

Benedict Anton Aufschnaiter, auch Benedictus Antonius Auffschneiter (getauft 21. Februar 1665 in Kitzbühel; begraben 24. Januar 1742 in Passau) war ein österreichischer Kapellmeister und Komponist des Barock.

## Leben
Benedict Anton Aufschnaiter erfuhr den Großteil seiner musikalischen Ausbildung in Wien, wo er mehrere Jahre lebte und eine Stelle an einer dem kaiserlichen Hof nahestehenden Kapelle besetzte. Am 16. Januar 1705 wurde er schließlich vom Kardinal-Fürstbischof Johann Philipp Graf Lamberg zum Nachfolger des verstorbenen Kapellmeisters Georg Muffat an den Hof zu Passau berufen. Er verstarb dort im Januar 1742.
Aufschnaiter war zweimal verheiratet; aus seiner zweiten Ehe ging ein Sohn hervor.
Die meisten von Aufschnaiters etwa 300 überlieferten Einzelwerken sind geistlicher Natur. In seinen Regulæ Fundamentales Musurgiæ führt er Giacomo Carissimi, Orlando di Lasso, Johann Caspar von Kerll sowie Adam Gumpelzhaimer als seine Vorbilder an.

## Werke (Auswahl)
Musiktheoretische Schriften
Regulæ Fundamentales Musurgiæ („Anweisung oder Fundamentalregeln, um eine gute Musik zu componieren“)
Kompositionen
- Concors Discordia op. 2, Nürnberg 1695 (sechs Serenaden für Orchester)
- Dulcis Fidium Harmoniæ op. 4, Augsburg 1703 (acht vierstimmige Kirchensonaten)
- Memnon sacer ab oriente op. 5, Augsburg 1709, Vesperpsalmen
- Alaudæ V op. 6, Augsburg 1711, fünf Messen
- Aquila clangens op. 7, Passau 1719, zwölf Offertorien
- Cymbalum Davidis op. 8, Passau 1728, vier Vesperpsalmen